# Микрофон-80
«Mikrofons-80» (рус. Микрофон-80) — конкурс эстрадной песни, проходивший в Латвийской ССР в 1980 году в рамках ежегодного конкурса «Mikrofons».
В 1980 году конкурс проводился в 9-й раз. В течение года вниманию радиослушателей Латвии было предложено 60 песен 24 латвийских композиторов. В ходе голосования в адрес Латвийского радио поступило 20 747 писем.
Заключительный концерт конкурса прошёл в рижском Дворце спорта; его впервые снимало Латвийское телевидение, а также впервые по итогам конкурса была выпущена отдельная грампластинка с лучшими песнями.

## Победители конкурса
Больше всего голосов — 5105 — получила песня «Kamola tinēja» (рус. «Наматывая жизни нить»), написанная Раймондом Паулсом на стихи Визмы Белшевицы, в исполнении актёра Иманта Скрастиньша. Победа этой песни стала сюрпризом и для авторов, и ещё больше — для исполнителя, который не был профессиональным певцом и не рассчитывал на такой успех.
Второе место заняла песня в исполнении Жоржа Сиксны «Muļķe sirds» (рус. «Глупое сердце») (Р. Паулс — Л. Бриедис), получившая широкую известность в СССР с новым русским текстом Андрея Вознесенского как «Танец на барабане» в исполнении Николая Гнатюка.
За рамками первой десятки осталась песня Р. Паулса на слова И. Зиедониса «Tik tā viena», которую исполнила Мирдза Зивере. На мотив этой песни написан известный хит А. Пугачёвой «Маэстро» (русский текст И. Резника), ставший лауреатом всесоюзного телевизионного фестиваля «Песня-81».
| Место | Название песни                                  | Исполнитель                                | Автор музыки, автор текста         |
| ----- | ----------------------------------------------- | ------------------------------------------ | ---------------------------------- |
| 1     | Kamolā tinēja рус. Наматывая жизни нить         | Имантс Скрастиньш                          | Раймонд Паулс Визма Белшевица      |
| 2     | Muļķe sirds рус. Глупое сердце                  | Жорж Сиксна                                | Раймонд Паулс Леонс Бриедис        |
| 3     | Ziņģe par bailēm рус. Песенка о страхе          | группа «Credo»                             | Янис Гродумс Айварс Нейбартс       |
| 4     | Puķu nakts рус. Ночь цветов                     | Мирдза Зивере, Имантс Ванзович, ВИА «Modo» | Зигмарс Лиепиньш Янис Петерс       |
| 5     | Par nesatikšanos рус. О разлуке                 | Ингус Петерсонс                            | Улдис Стабулниекс Петерис Зирнитис |
| 6     | Krēslas stundā рус. В сумерки                   | Айя Кукуле                                 | Раймонд Паулс Леонс Бриедис        |
| 7     | Neko nevar skaidri zināt рус. Ничего неизвестно | группа «Credo»                             | Гунтис Вейтс Ария Элксне           |
| 8     | Kad mēs iemīlēsim рус. Когда мы полюбим         | группа «Credo»                             | Раймонд Паулс Леонс Бриедис        |
| 9     | Nāk debesis рус. Подступает небо                | Адриан Кукувас                             | Улдис Стабулниекс Адриан Кукувас   |
| 10    | Kas esi tu? рус. Кто ты?                        | Виктор Лапченок, ВИА «Modo»                | Зигмарс Лиепиньш Янис Петерс       |
| 11    | Pajaco рус. Паяц                                | Роландс Загорскис                          | Раймонд Паулс Аустра Скуиня        |

## Диск с песнями конкурса
По итогам конкурса «Микрофон-80» Всесоюзная фирма грамзаписи «Мелодия» в 1981 году выпустила диск-гигант с 10 песнями из числа победителей конкурса (С60-15601-2). В последующем диск ещё по крайней мере дважды переиздавался, в том числе Апрелевским заводом с упрощённой обложкой.
Сторона 1:
1. Глупое сердце (3:47)
2. Когда мы полюбим (4:06)
3. Наматывая жизни нить (3:50)
4. Паяц (3:21)
5. Кто ты? (2:48)
Сторона 2:
6. Песенка о страхе (3:15)
7. В сумерки (3:01)
8. Ничего неизвестно (2:31)
9. О разлуке (3:48)
10. Ночь цветов  (3:43)